# Cursa dels Nassos
La Cursa dels Nassos de Barcelona és una cursa atlètica popular que es disputa a la ciutat de Barcelona anualment el dia 31 de desembre (el dia de Sant Silvestre), des de 1999. El seu nom fa referència a l'home dels nassos, un personatge mitològic català.
És organitzada per l'Ajuntament de Barcelona sobre un recorregut urbà de 10 quilòmetres pels carrers de la ciutat amb sortida i arribada al Port Olímpic. Es disputa a la vesprada, poques hores abans de cap d'any de forma similar a altres Sant Silvestres d'arreu del món com la Corrida Internacional de São Silvestre de Sao Paulo, la més prestigiosa, celebrada des de l'any 1925, o d'altres com les de Roma, Londres, Berlín o Madrid.
A la cursa hi poden participar tant atletes federats com no federats a partir dels 16 anys.
A l'edició celebrada el 31 de desembre de 2005 hi van prendre part 5.000 atletes (la xifra màxima permesa per l'organització), i les victòries foren per Philip Kipkoech, a la categoria masculina, i Nancy Kiprop, a la femenina.
L'any 2017 va superar els 10.000 atletes inscrits. El 2013 ha estat l'any amb més inscrits, 11.454.